# Commissie Vergunningen Personenvervoer
De Commissie Vergunningen Personenvervoer (afgekort CVP) is een voormalige afdeling van het ministerie van Verkeer en Waterstaat.
Vanaf 1937 zorgde deze instantie onder meer voor de vergunningverlening aan de verschillende openbaarvervoerbedrijven in Nederland. 